# Eduard Hau
Pour les articles homonymes, voir Hau.
Eduard Hau (en russe : Эдуард Петрович Гау ; 28 juillet 1807 à Tallinn - 3 janvier 1888 à Tartu) est un peintre, aquarelliste et lithographe germano-balte.

## Vie et œuvre
Fils du peintre Johannes Hau (1771-1838), qui avait émigré du nord de l'Allemagne en 1795, Eduard grandit dans la communauté allemande de Tallinn. Son demi-frère est le peintre Waldemar Hau. De 1830 à 1832, il étudie à l'Académie des Beaux-Arts de Dresde (Hochschule für Bildende Künste Dresden).
De 1836 à 1839, il vit à Tartu (Dorpat), où il passera également les dernières années de sa vie. Il se rend ensuite à Saint-Pétersbourg, où il produit de nombreux portraits d'intérieur des salles du Palais d'Hiver, du Palais de Peterhof ainsi que des autres résidences royales. Le Palais de Gatchina, détruit par les troupes allemandes durant la Seconde Guerre mondiale, sera d'ailleurs reconstruit et les décors restaurés en utilisant comme modèles ses aquarelles. Eduard Hau figure sur la liste des membres de l'Académie impériale des Beaux-Arts en 1854, et séjourne probablement en Russie jusque dans les années 1880.
Hors de Russie, Eduard Hau est principalement connu pour ses portraits des professeurs de l'Université de Tartu. Ils ont été exécutés de 1837 à 1839 et des lithographies ont été réalisées par l'entreprise de Georg Friedrich Schlater. Les portraits représentent entre autres l'historien allemand Friedrich Karl Hermann Kruse (en), le chirurgien russe Nikolaï Pirogov et l'astronome russe Friedrich Georg Wilhelm von Struve. Il a également peint les portraits de Friedrich Robert Faehlmann (lithographie de 1837) et de Johann Karl Simon Morgenstern (peinture à l'huile de 1838).

## Quelques lithographies

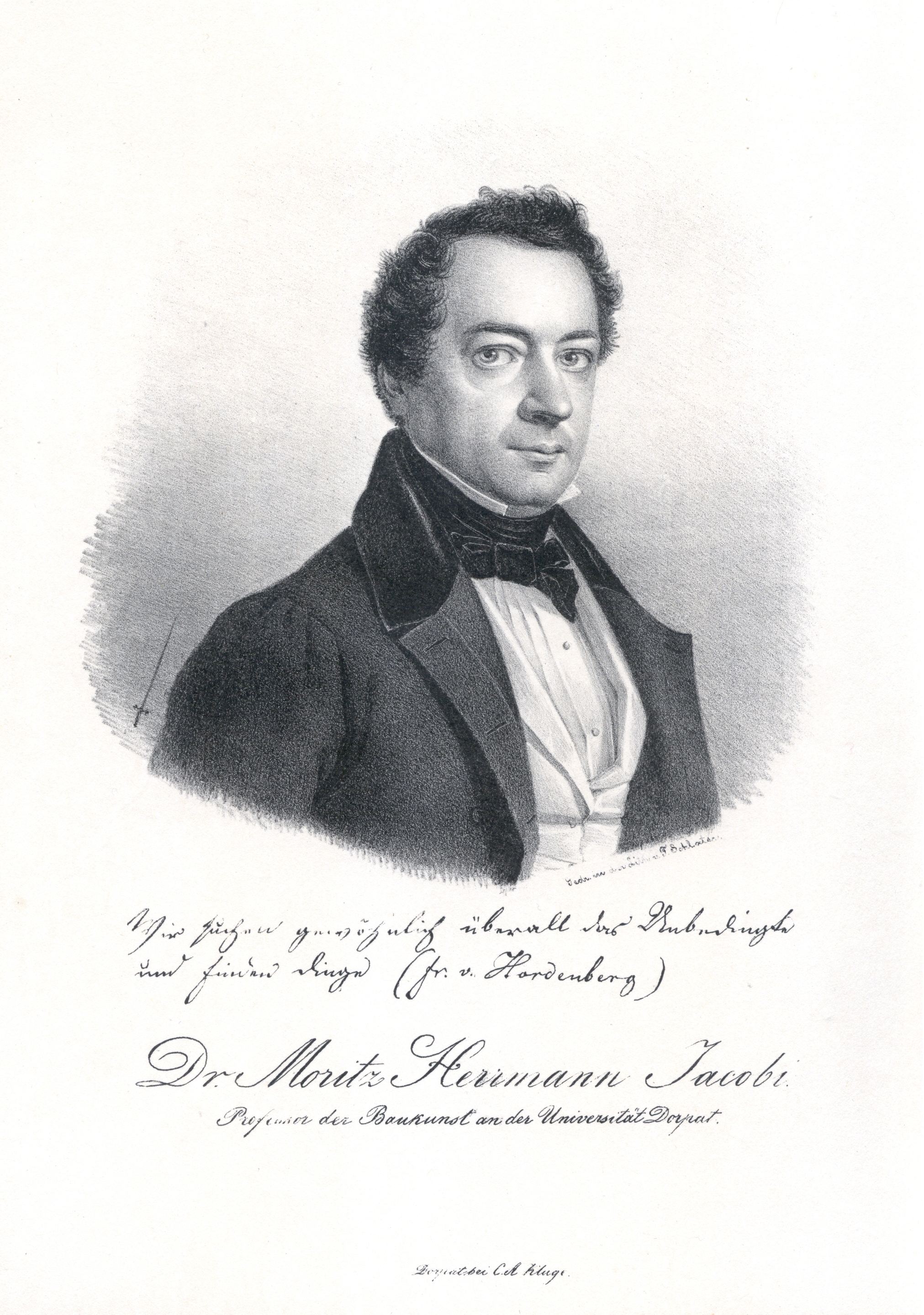
Moritz von Jacobi
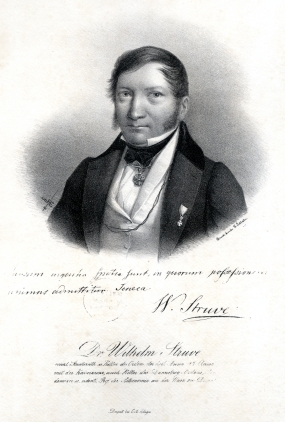
Wilhelm Struve
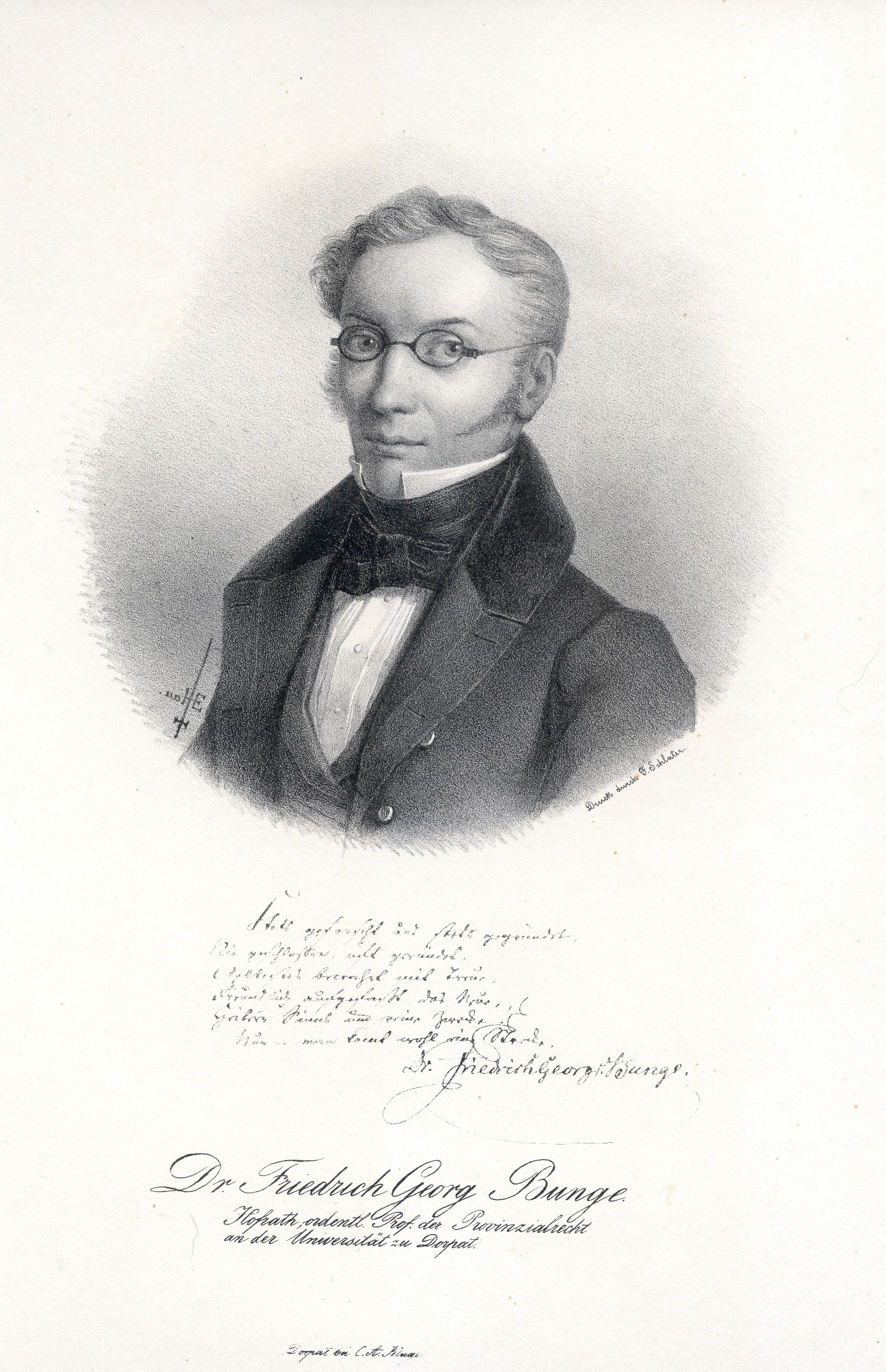
Friedrich von Bunge